# Kleinschönthal (Schönthal)
Kleinschönthal ist ein Ortsteil der Gemeinde Schönthal im Landkreis Cham des Regierungsbezirks Oberpfalz im Freistaat Bayern.

## Geografie
Kleinschönthal liegt auf der Westseite der Bundesstraße 22. Am südlichen Ortsrand von Kleinschönthal verläuft die Staatsstraße 2400 und mündet in die B22. Kleinschönthal schließt im Süden direkt an Schönthal an. Die beiden Ortschaften werden durch die Schwarzach getrennt.

## Geschichte
Kleinschönthal gehörte zum Landgericht Cham. In den Steuerbüchern von 1577 und 1590 wurde für das Landgericht Cham die Einteilung in Vorderamt (= eusser Gebiet) und Hinteres Amt (= hinter Gebiet) aufgezeichnet. Diese Gliederung bestand 1752. Kleinschönthal gehörte zum Hinteren Amt.
1752 hatte das Vorderamt 49 Ortschaften und das hintere Amt 64 Ortschaften. Im Landgericht Cham gab es 1 Herrschaft, 16 Hofmarken, 6 Landsassengüter und insgesamt 2149 Anwesen. Es gab im Landgericht Cham keine Obmannschaften. Dörfer und Weiler bildeten selbständige Gemeinden, denen die umliegenden Einöden angehörten. Diese Gemeinden hatten jeweils einen Dorfführer. Manchmal schlossen sich auch mehrere Weiler, oder ein Dorf und nahegelegene Weiler zu einer Gemeinde zusammen.
1752 hatte Kleinschönthal 13 Anwesen, darunter eine Mühle. Kleinschönthal war selbsteigen und gehörte zum Kastenamt Cham. Es gehörte zum Kloster Schönthal und zur Kirche Döfering.
1809 wurden im Landgericht Cham Steuerdistrikte gebildet, die 1811 in einem Verzeichnis dokumentiert wurden. Kleinschönthal gehörte zum Steuerdistrikt Döfering. Der Steuerdistrikt Döfering bestand aus den Ortschaften Döfering, Kleinschönthal, Lixendöfering, Rhan und Wirnetshof.
Kleinschönthal gehörte zur Gemeinde Döfering. Die Gemeinde Döfering bestand aus den Orten Döfering, Kleinschönthal, Lixendöfering, Rhan und Wirnetshof. Döfering war eine landgerichtsunmittelbare Gemeinde.
1857 kam die Gemeinde Döfering vom Landgericht Cham zum Landgericht Waldmünchen. 1945 gab die Gemeinde Döfering das Dorf Kleinschönthal an die Gemeinde Schönthal ab. 1978 wurde Döfering nach Schönthal eingemeindet.
Kleinschönthal gehört zur Pfarrei Schönthal. 1997 hatte Kleinschönthal 69 Katholiken.

## Einwohnerentwicklung ab 1838
| Jahr | Einwohner | Gebäude |
| ---- | --------- | ------- |
| 1838 | 133       | 13      |
| 1861 | 79        | 56      |
| 1871 | 74        | 40      |
| 1885 | 68        | 14      |
| 1900 | 112       | 17      |
| 1913 | 86        | 18      |

| Jahr | Einwohner | Gebäude |
| ---- | --------- | ------- |
| 1925 | 86        | 16      |
| 1950 | 112       | 17      |
| 1961 | 89        | 18      |
| 1970 | 86        | k. A.   |
| 1987 | 71        | 19      |
| 2011 | 61        | k. A.   |

## Tourismus und Sehenswürdigkeiten
Durch Kleinschönthal führen der 660 Kilometer lange Goldsteig, der Burgenweg, der Schwarzachtal-Radweg, der Grünes-Dach-Radweg und die Mountainbikewege MTB-13 und MTB-23.
Am nordöstlichen Ortsrand und südlich von Kleinschönthal befinden sich eine spätpaläolithische und eine mesolithische Freilandstation. Denkmalnummern D-3-6641-0020 und D-3-6641-0164.